# Стюърт Даунинг
Стюърт Даунинг (роден на 22 юли 1984 г.) е английски футболист, който играе за Ливърпул и националния отбор на Англия. Предимно ляво крило. Даунинг преди това е играл за Астън Вила, Мидълзбро и Съндърланд.
Той израства в Мидълзбро и е обявен за един от най-обещаващите млади Английски играчи. Прави дебюта си във Висшата лига на 24.04.2002 година срещу Ипсуич, като завършва сезона само с три изиграни мача.
Кариерата на Стюърт Даунинг тръгва нагоре, когато той е повикан в първия отбора на „Боро“ по време на криза от контузии. През сезон 2004-05 той вече вкарва 6 гола и има множество асистанции. Изпълненията на Даунинг не остават незабелязани от треньора на националния отбор на Англия Свен Горан Ериксон и той го вика пред 2005 година за мача срещу Холандия.
През същата 2005 година контузия в коляното вади Стюърт Даунинг за пет месеца извън игра, но той се завръща в навечерието на финала за Купата на УЕФА през 2006 година и прави три асистенции за крайното 4-3 срещу Стяуа Букурещ в полуфинален мач реванш. Той става вторият най-дълго служил играч на Мидълзбро, като успява да ги изкачи до 8-о място в класирането, което е най-силният им сезон.
На 5 януари 2009 г. той подава писмено искане за трансфер и преминава в Астън Вила за сумата от 10 милиона паунда, като същия ден превървява контузия и е извън игра за четири месеца. Стюърт Даунинг играе в първа победа на Астън Вила на „Олд Трафорд“ срещу Манчестър Юнайтед от 1983 г. насам на 12 декември 2009 година. Но вторият му сезон с Астън Вила е много по-добър, като излиза в 44 мача и вкарва 8 гола и прави 78 голови паса.
На 6 юли Астън Вила получава оферта от Ливърпул на стойност 15 милиона паунда, но е бързо отхвърлена, като от „Вила Парк“ заявяват, че не мислят да се разделят с най-добрия си играч. Въпреки това, на 13 юли 2011 г. втората оферта от Ливърпул е прието и трансфера е договорен, като от 15.07.2011 година Стюърт Даунинг е вече играч на Ливърпул.